# علی عساکره
علی عساکره (زاده ۱۳ اردیبهشت ۱۳۷۷، آبادان) بازیکن فوتبال اهل ایران است که هم‌اکنون در باشگاه ایران جوان بوشهر بازی می‌کند.